# București, oraș înflorit
București, oraș înflorit este un film românesc din 1955 regizat de Savel Stiopul.